# Reconquista Germanica

Logo der RG

Reconquista Germanica (von spanisch reconquista, „Rückeroberung“, und lateinisch Germanicus, „germanisch“ oder „deutsch“; kurz: RG) war ein verdeckt operierendes, rechtsextremes Netzwerk, das vor der Bundestagswahl 2017 erstmals in Erscheinung trat. Nach Einschätzung der deutschen Bundesregierung ist das Netzwerk seit Ende 2019 aufgelöst, die „Existenz von in ähnlicher Form hierarchisch und klandestin organisierten Nachfolgeprojekten“ könne jedoch „nicht ausgeschlossen werden“. Rechtsextreme koordinierten hier gezielte Online-Attacken auf politische Gegner, Medien und Institutionen. Die Gruppe gab sich militärisch straff organisiert und verfügte über einen YouTube-Kanal mit 33.000 Abonnenten. Sie organisierte sich vor allem über Discord mit dem erklärten Ziel, die rechtspopulistische Alternative für Deutschland (AfD) zu stärken.
Der Präsident des Bundesamtes für Verfassungsschutz (BfV) Thomas Haldenwang (CDU) gab im Oktober 2019 bekannt, dass die Gruppe eindeutig rechtsextremistisch sei und mit nachrichtendienstlichen Mitteln beobachtet werden könne.

## Kampagnen

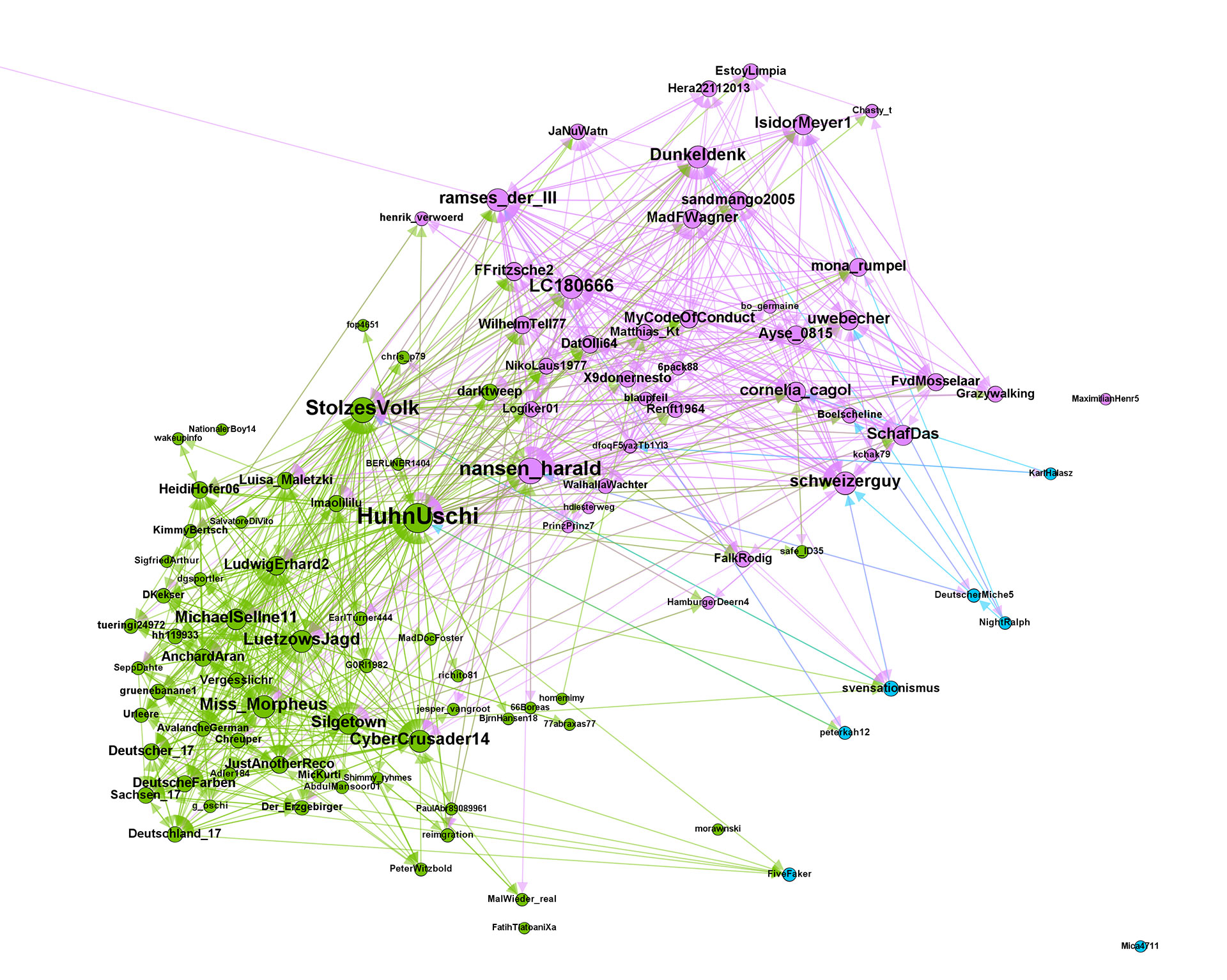
Vernetzung der 114 Twitter-Accounts, die Ende Januar 2018 den Hashtag #reconquistagermanica nutzten (je größer ein Punkt, desto größer die Anzahl seiner Follower)

Reconquista Germanica schloss sich im Sommer 2017 mit dem Ziel, die Bundestagswahl zu Gunsten der AfD zu beeinflussen, zusammen. Dazu vereinbarten die radikalen Aktivisten in geschlossenen Foren Uhrzeiten, Hashtags und Ziele ihrer Kampagnen, so sollten Algorithmen der sozialen Medien manipuliert und der politische Online-Diskurs diktiert werden.
Über Discord wurden Twitter-Tiraden organisiert und Aufrufe zur Kommentierung von YouTube-Videos verbreitet. Zu den Zielen zählte zum Beispiel Rayk Anders, ein Produzent von Videoclips zu politischen Themen im Auftrag des öffentlich-rechtlichen Jugendangebots. Nach einer am 15. September 2017 veröffentlichten Kritik von Anders an doppelten Standards der AfD folgten auf einen Aufruf der RG innerhalb von nur zwei Tagen zweitausend Kommentare zum Video. Auch Jan Böhmermann und Til Schweiger wurden in einem „Handbuch für Medienguerillas“ der RG als Angriffsziele erwähnt.
Zum Kanzlerduell 2017 rief RG auf, mit dem Hashtag #Verräterduell zu versuchen, die Diskussion auf Twitter zu dominieren. Nach einem Aufruf mittels eines YouTube-Videos an die Abonnenten des RG-Kanals nur drei Tage vor dem Fernsehduell fanden sich nach investigativen Recherchen von BuzzFeed innerhalb von 24 Stunden rund 1500 Mitglieder auf dem Discord-Server ein. In den Tagen vor dem Duell wurden dort Memes und Tweets vorbereitet. Mit ihren Tweets fluteten die Aktivisten die Hashtags #Kanzlerduell und #TVDuell und sorgten so dafür, dass hetzerische Memes unter den Top-Tweets angezeigt wurden. Da es Twitter frisch erstellten Accounts schwerer macht, in die „Trending Topics“ zu kommen, gelang es ihnen aber bis kurz vor Ende des TV-Duells nicht, dass #Verräterduell hier aufgeführt wurde. 388 Twitter-Accounts hatten diesen Hashtag genutzt; mit insgesamt mehr als 202.000 Tweets zum TV-Duell wurde dies das bislang auf Twitter in Deutschland am intensivsten diskutierte Ereignis.
Ebenso überzog das Netzwerk die Bundessprecherin der Linksjugend solid, Sarah Rambatz, mit einem Shitstorm aus Mord- und Vergewaltigungsdrohungen, nachdem Screenshots aufgetaucht waren, wie diese in einer Facebook-Gruppe nach „antideutschen Filmempfehlungen“ gefragt hatte, in denen „Deutsche sterben“. Rambatz zog sich daraufhin aus dem Bundestagswahlkampf zurück und erklärte, auf ihren Platz auf der Hamburger Landesliste für Die Linke zu verzichten. Unmittelbar nach dem Erscheinen eines mehrseitigen Berichts in der Print-Ausgabe von Der Spiegel wurde dieser selbst zum Ziel von RG: Mit zeitweise bis zu 7000 Tweets stündlich landeten die Hashtags #NichtMeinSpiegel und #LügenSpiegel in den Trending Topics.
Die Propagandaforscherin an der Oxford University Lisa-Maria Neudert ermittelte, dass die AfD 30 % des Social-Media-Traffics im Wahlkampf zur Bundestagswahl 2017 ausmachte und damit die übrigen Parteien deutlich hinter sich ließ. Besonders die RG habe gemeinsam mit anderen Unterstützern die AfD im Internet „größer erscheinen lassen, als sie ist“. Gemäß einer durch die Open-Society-Stiftung geförderten Studie waren für 50 % der Likes bei Hasskommentaren auf Facebook 5 % der Accounts verantwortlich. Eine Analyse von Extremismusforschern des Londoner Institute for Strategic Dialogue stellte fest, dass sich beispielsweise fünfzehn Tage vor dem Wahltag sieben von der RG initiierte Hashtags, darunter #nichtmeinekanzlerin, #reconquista und #merkelmussweg unter den Top-20 „Trending Hashtags“ in Deutschland befanden. Der #AfD-Hashtag lag während der gesamten letzten zwei Wochen vor der Wahl auf dem ersten oder zweiten Platz, #Traudichdeutschland war insgesamt der zweiterfolgreichste von RG aktiv gepushte Hashtag. Lars Steinke, Landesvorsitzender der Jungen Alternative Niedersachsen und Mitarbeiter der AfD-Fraktion, räumte in einem Interview ein, bei Reconquista Germanica an Twitter-Kampagnen beteiligt gewesen zu sein. Ebenso war Yannick Noé, Kreisvorsitzender der AfD Leverkusen und Gründer des sich an Schüler und Studenten wendenden neurechten Magazins Arcadi, unter dem Usernamen „VIP der Heeresgruppe West“ Teil des Netzwerks.
Eine weitere Kampagne betraf die Ausstrahlung des ARD-Films Aufbruch ins Ungewisse am 14. Februar 2018. Gemäß dem ARD-Faktenfinder sollte die Diskussion über den Film, in dem vor dem Szenario eines von rechtsextremen Diktaturen dominierten Europas Dissidenten nach Afrika flüchten, in den sozialen Netzwerken massenhaft und gezielt beeinflusst werden. Nach einer Analyse der Badischen Zeitung auf Twitter sorgten die 1150 unter #AufbruchInsUngewisse während der Ausstrahlung veröffentlichten Tweets dafür, dass dieser Hashtag zeitweise die Twitter-Trends anführte. Rund zwei Drittel dieser Tweets stammten aus dem rechten Lager. Auffällig war dabei, dass 38 % der zugehörigen Twitter-Konten jünger als ein Jahr waren, während von den Erstellern des übrigen Drittels der Tweets nur 14 % ihren Account innerhalb der letzten zwölf Monate angelegt hatten. Social Bots schienen bei der Kampagne laut einer Analyse für den Blog Übermedien von Stefan Niggemeier nicht im Einsatz gewesen zu sein, lediglich rund 230 Accounts * wurden aufgrund ihrer Vernetzung der RG zugeordnet. Auch die Badische Zeitung kam zu dem Schluss, dass bei konsequentem Befolgen der RG-Anweisung „Legt euch zwischen fünf und zehn Twitter-Konten an“ nur rund 35 bis 70 Menschen am Trollsturm beteiligt waren. Bereits einige Tage vor der Ausstrahlung des Films hatte netzpolitik.org analysiert, dass nur 114 Accounts unter dem Hashtag #ReconquistaGermanica auf Twitter posten.
Ranghohe Mitglieder der RG sind Autoren des neurechten Magazins Arcadi. Laut RG besteht eine enge Zusammenarbeit.

## Organisation

Organigramm von Reconquista Germanica

Reconquista Germanica war in Anlehnung an militärische Hierarchien organisiert, es gab einen Oberbefehlshaber, Generäle, Offiziere, Gefreite und Rekruten. Entsprechend einer Analyse der Extremismus- und Terrorismusforscherin Julia Ebner wurden virtuelle Erfolge mit Beförderungen in höhere, virtuelle Ränge, die sich später auch in der realen Gesellschaft widerspiegeln sollten, belohnt. In einem Organigramm wurden zudem die Identitäre Bewegung und die Junge Alternative für Deutschland als Teil von Reconquista Germanica aufgeführt.
Der Anführer der Bewegung, über den nur wenige Informationen bekannt sind, nannte sich Nikolai Alexander. Gemäß Recherchen der Badischen Zeitung stammt er aus der tschechischen Stadt Ostrov (deutsch: Schlackenwerth). Laut Süddeutscher Zeitung lebt er in Bayern. Bevor er im September 2017 den Discord-Server einrichtete, lud der selbsterklärte Schopenhauer-Fan fünf Jahre lang Videos auf seinen (mittlerweile in Deutschland gesperrten) YouTube-Kanal. Diese bestanden aus einer Art – im Laufe der Jahre zunehmend fremdenfeindlicher werdenden – Dia-Show. Auf deren Tonspur verteidigte er Russland gegen den Westen und erklärte die „deutsche Souveränität“ zum obersten Ziel, da er Deutschland als „Kolonie der USA“ ansah. Belltower.News sieht Alexander eine Scharnierfunktion zwischen Identitärer Bewegung und klassischer Neonazi-Szene zukommen: So verwiesen z. B. der AfD-nahe Youtuber Hagen Grell und der Gitarrist der Neonazi-Band Stahlgewitter Frank Krämer in ihren Netzwerken auf Alexander und umgekehrt. Auch Martin Sellner wurde in den Nutzerlisten der Reconquista Germanica geführt. Im Gegensatz zur Identitären Bewegung wurde Reconquista Germanica aber gemäß einer Anfrage der Badischen Zeitung seinerzeit (Stand: 15. Februar 2018) nicht vom Verfassungsschutz beobachtet.
Gemäß BuzzFeed war die Strategie von RG, User von 4chan über YouTube zu privateren Kommunikationsnetzen wie Discord zu bewegen. Die Süddeutsche Zeitung schrieb von 5000 Nutzern, die auf dem Discord-Server von RG registriert waren. Diese wurden von Alexander aufgerufen, sich so viele Twitter-Accounts wie möglich zuzulegen und die auf Discord vorgegebenen Tweets so oft wie möglich zu retweeten. So soll nach außen hin der Eindruck einer Mehrheit erzeugt werden. Ziel ist es dabei nicht unbedingt gewesen, die „verbohrten“ Gegner mit Argumenten zu überzeugen, sondern zu provozieren, zu demütigen und auch – so das Gegenüber sich als resistent für derlei Taktiken erweist – zu beleidigen. Auch fuhr man die Strategie, sich auf sozialen Medien als Flüchtlinge auszugeben, die öffentlich behaupten, dass beispielsweise in Syrien kein Krieg mehr herrsche.
Gemäß DLF Kultur sollen die RG-Mitglieder überwiegend Männer mittleren Alters gewesen sein. Christian Stöcker, der in einem vom BMBF geförderten Projekt zu Propagandaangriffen über Onlinemedien forscht, sah die Mechanismen und Motivation der Aktivisten mit denen von Computerspielern vergleichbar. Nach seiner Wahrnehmung „stecken diese mittendrin in der westlichen Konsumkultur“, hätten aber gleichzeitig „ein massives Bedürfnis nach rechtem Gedankengut und Hass und Kampf“. In der Frankfurter Allgemeinen Zeitung sah die Journalistin und Soziologin Carolin Wiedemann die mehreren hundert Mitglieder der RG als Pendant zu den „Männlichkeitsübungen“ faschistischer Freikorpssoldaten, die Klaus Theweleit in seiner Dissertation über Frauenbilder und Männlichkeitsphantasien aus den 1920er-Jahren beschrieb.
Julia Ebner ging davon aus, dass man im sogenannten „Krisenvorsorgezentrum“ der Reconquista Germanica an einen bevorstehenden „Rassenkrieg“ glaubte, dafür gab es dort Anleitungen zum Bau von Elektroschockern und Schusswaffen. Die Rückeroberung von einem vermeintlich an fremde Kräfte verlorenen Deutschland stehe dort an oberster Stelle.

## Satirische Adaption
Jan Böhmermann startete im Rahmen seiner Sendung Neo Magazin Royale vom 26. April 2018 mit der „Reconquista Internet“ eine satirische Adaption. Er gehöre zu den „Wichsern, die den Wichsern, die uns den Spaß am Internet verderben, den Spaß am Internet verderben“. „Jeder, der sich an die strengen Regeln dieses geheimen Manifests hält, darf mitmachen“, rief der TV-Moderator auf, während er das deutsche Grundgesetz in die Kamera hielt.